# Baïgom
Baïgom (ou Baïgom, Pètghom) est un village du Cameroun situé dans le département du Noun et la Région de l'Ouest. Situé sur la route nationale qui relie Bafoussam à Banyo, il fait partie de l'arrondissement de Foumbot.

## Population
En 1967, la localité comptait 3 351 habitants, principalement Bamoun. Lors du recensement de 2005, on y a dénombré 8 127 personnes.

## Infrastructures
Baïgom dispose de deux écoles publiques et d'une école privée protestante, ainsi que d'une mission protestante et d'un centre de santé. Le marché hebdomadaire s'y tient le Jeudi.

## Personnalités
L'interprète Mosé Yeyap est né à Baïgom vers 1895.
Le footballeur Landry Ghislain Mfeyet Njoya Souleymane.